# Xã Brunswick Hills, Quận Medina, Ohio
Xã Brunswick Hills (tiếng Anh: Brunswick Hills Township) là một xã thuộc quận Medina, tiểu bang Ohio, Hoa Kỳ. Năm 2010, dân số của xã này là 9.898 người.